# Мандельштам, Сергей Леонидович
Серге́й Леони́дович Мандельшта́м (1910—1990) — советский физик, основатель и первый директор ИСАН. Член-корреспондент АН СССР (1979).

## Биография
Родился 9 (22 февраля) 1910 года в Одессе в семье потомственного почётного гражданина, физика Леонида Исааковича Мандельштама и Лидии Соломоновны Исакович (1884—1962). Окончил физико-математический факультет МГУ имени М. В. Ломоносова (1931). В 1931—1935 годах работал в Научно-исследовательском институте физики МГУ имени М. В. Ломоносова. С 1935 — зав. лабораторией ФИАН имени П. Н. Лебедева и с 1968 года — директор ИСАН. В 1944—1947 — профессор МИС имени И. В. Сталина, с 1947 — профессор и с 1957 — зав. кафедрой «Квантовая оптика» МФТИ. Член-корреспондент АН СССР (1979).
Умер 26 ноября 1990 года. Похоронен в Москве на Новодевичьем кладбище (участок № 4).

## Научная деятельность
Основные работы в области атомной спектроскопии и её приложений, внеатмосферной астрономии. Получил и исследовал в лабораторных условиях и в спектрах солнечных вспышек спектры высокоионизированных атомов. Изучил условия ионизации и возбуждения атомов и ионов в плазме, уширения и сдвига спектральных линий. Впервые измерил температуру молнии и разработал гидродинамическую теорию искрового разряда. Выполнил обширные исследования по теории и практике спектрального анализа и его внедрению в промышленность. Всесторонне изучил рентгеновское излучение Солнца, установил, что оно имеет в основном термическую природу и состоит из квазипостоянной и медленно изменяющейся компонент. Обнаружил поляризацию излучения, исследовал спектры, структуры и локализацию рентгеновских вспышек.

## Семья
Двоюродный брат — Михаил Александрович Исакович, физик.

## Награды и премии
- Орден Ленина (21.02.1980)[2]
- два ордена Трудового Красного Знамени (1971, 1975)
- три ордена «Знак Почёта» (1945, 1950, 1975)
- медаль «За доблестный труд в Великой Отечественной войне 1941—1945 гг.» (1946)
- медаль «В память 800-летия Москвы» (1948)
- медаль «Ветеран труда» (1976).
- Сталинская премия третьей степени (1946) — за разработку и внедрение аппаратуры для спектрального анализа чёрных и цветных металлов и сплавов
- Государственная премия СССР (1977) — за цикл работ по рентгеновскому излучению Солнца
- премия имени Д. С. Рождественского (1977) — за цикл работ по спектроскопии высокоионизированных атомов